# Socha svatého Jana Nepomuckého (Čelákovice)
Socha svatého Jana Nepomuckého stojí Čelákovicích v okrese Praha-východ ve vidlici, kterou ústí Kostelní ulice do ulice Sedláčkovy. Světec je zobrazen s obvyklými atributy – v komži, s hlavou pokrytou biretem a obkrouženou svatozáří s pěticí hvězd a s krucifixem v levé ruce. Z ikonografického kánonu vybočuje medailon s paladiem, který drží v pravé ruce.
Podstavec nese erb donátora Jana Baltazara Voříkovského z Kundratic, který je umístěn mezi dvěma mohutnými volutami. Pod erbem je chronostichon:

De Voto

sanCto IoannI nepoMVCeno

patrono

ereXIr

et anno

CoroneI pragae In CzeChiae regna

CaroLI VI Caesaris et eLIsabeth

hanC pusuit statVam

CLIens aDorans

Ioannes baLthasar WorzykoVsky

De kVndratItz.

Podle nápisu na zadní straně podstavce byl roku 1865 pomník obnoven nákladem dobrodinců.
Socha je od roku 1958 zapsána v Ústředním seznamu kulturních památek.